# グッド・ユニバース
グッド・ユニバース（Good Universe）は、ジョセフ・ドレイクとネイサン・カヘインが設立した映画会社である。

## 沿革
2012年春、長年のパートナーであるLionsgate Motion Picture Group代表のジョセフ・ドレイクとマンデート・ピクチャーズ代表のネイサン・カヘインが、ライオンズゲートから移行する形でグッド・ユニバースを設立した。
同社は2012年のカンヌ国際映画祭で設立の記者会見が行われた。
2017年、ドレイクがライオンズゲートに復帰したことに伴い、グッド・ユニバースはライオンズゲートの子会社となった

## フィルモグラフィ
『ディザスター・アーティスト』など、一部の作品は、他企業との共同制作である。
- ドント・ブリーズ2 Don't Breathe 2（2021）（配給：ステージ6・フィルムズ（英語版）、スクリーン ジェムズ）
- デスペラードス -崖っぷち女子旅- Desperados（2020）（配信：Netflix）
- ザ・グラッジ 死霊の棲む屋敷 The Grudge（2020）（配給：スクリーン ジェムズ）
- グッド・ボーイズ Good Boys（2019）（配給：ユニバーサル・ピクチャーズ ）
- いつかはマイ・ベイビー Always Be My Maybe（2019）（配信：Netflix）
- ロング・ショット 僕と彼女のありえない恋 Long Shot（2019）（配給： ライオンズゲート）
- DJにフォーリンラブ Ibiza（2018）（配信：Netflix）
- エクスティンクション 地球奪還 Extinction（2018）（配信：Netflix）
- ブロッカーズ Blockers（2018）（配給：ユニバーサル・ピクチャーズ）
- ディザスター・アーティスト The Disaster Artist（2017）（アメリカ国内配給：A24、アメリカ国外配給：ワーナー・ブラザース映画）
- カジノ・ハウス　The House（2017）（配給：ワーナー・ブラザース映画）
- ドント・ブリーズ　Don't Breathe（2016）（配給：ステージ6・フィルムズ、スクリーン ジェムズ）
- ネイバーズ2 Neighbors 2: Sorority Rising（2016）（配給：ユニバーサル・ピクチャーズ）
- ナイト・ビフォア 俺たちのメリーハングオーバー The Night Before（2015）（配給：コロンビア ピクチャーズ）
- ネイバーズ Neighbors（2014）（配給：ユニバーサル・ピクチャーズ）
- オールド・ボーイ Oldboy（2013）（配給：フィルム・ディストリクト）
- ラストベガス Last Vegas（2013）（配給：CBSフィルムズ（英語版））